# Central Arizona Project
 (janvier 2011).
Si vous disposez d'ouvrages ou d'articles de référence ou si vous connaissez des sites web de qualité traitant du thème abordé ici, merci de compléter l'article en donnant les références utiles à sa vérifiabilité et en les liant à la section « Notes et références ».

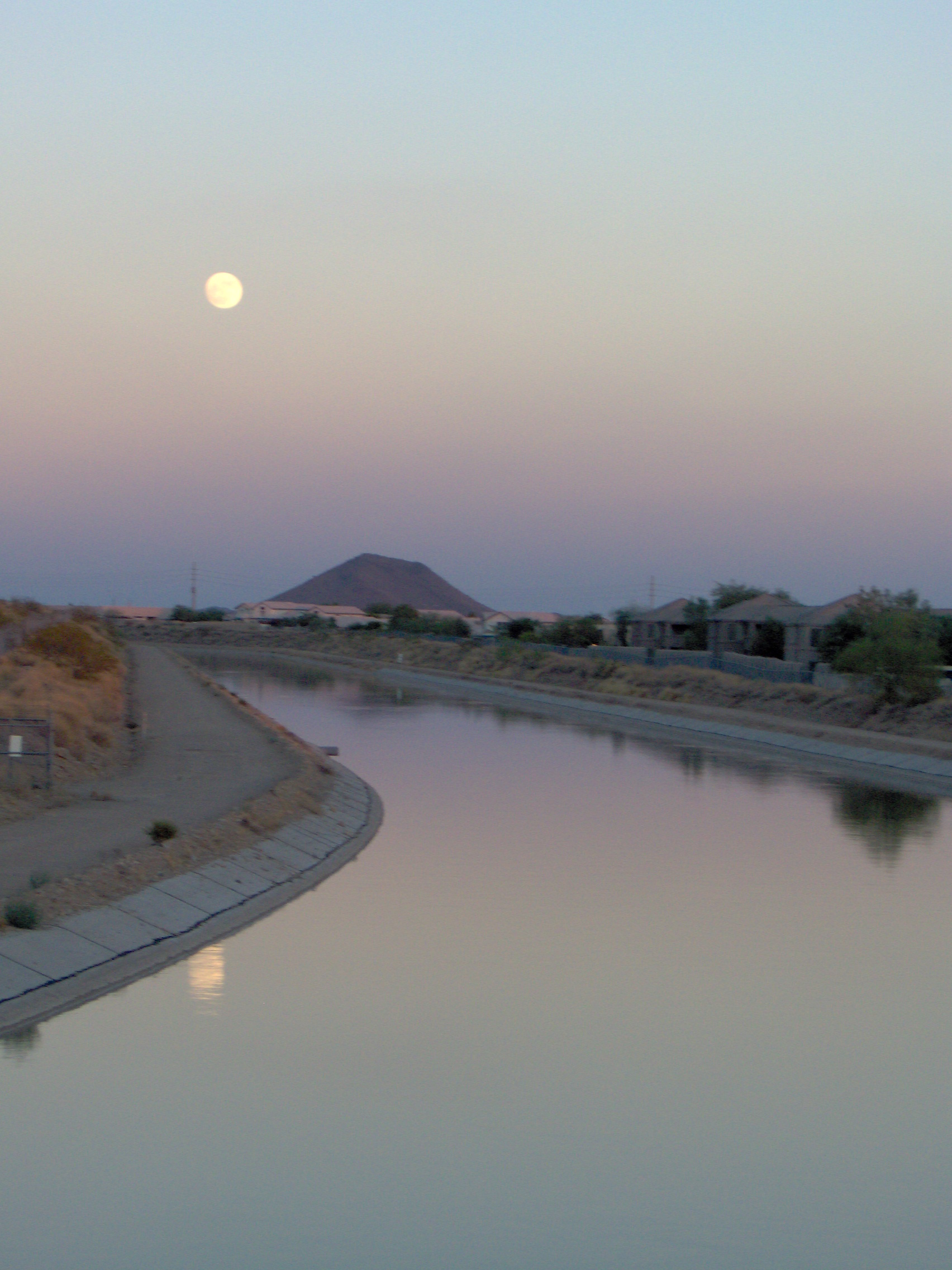
Portion du Central Arizona Project à Scottsdale en Arizona.

Le Central Arizona Project est un canal de 541 km de long à travers l'Arizona aux États-Unis. Cet aqueduc a pour but d'alimenter en eau les zones désertiques du centre (principalement la région de Phoenix) et du sud de l'Arizona. C'est le plus grand et le plus coûteux ouvrage de ce type jamais construit aux États-Unis. Il est géré par la Central Arizona Water Conservation District.

## Description
Cet aqueduc permet d'apporter aux zones du centre et du sud de l'Arizona de l'eau depuis le fleuve Colorado. Le projet remonte au sénateur Barry Goldwater afin de subvenir aux besoins en eau de l'agriculture irriguée dans les comtés de Maricopa, Pinal et Pima ainsi qu'à ceux de plusieurs municipalités (dont les zones métropolitaines de Phoenix et Tucson).
Il était également prévu de livrer de l'eau à plusieurs comtés du Nouveau-Mexique mais les extensions n'ont pas vu le jour à cause des coûts, d'une faible demande en eau, d'un manque de liquidités des utilisateurs potentiels et des contraintes environnementales.
Selon ses promoteurs, le projet doit, en plus de la fourniture en eau, obtenir des avancées dans la maîtrise des risques d’inondation, de la sauvegarde de certaines espèces sauvages, de créer des nouveaux espaces récréatifs…

## Histoire

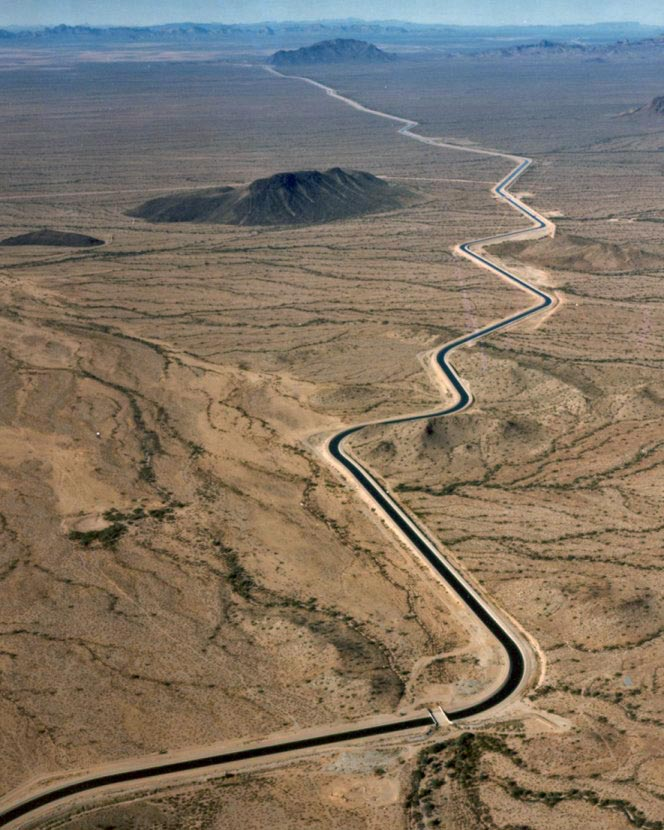
Photographie aérienne du Central Arizona Project.

L'acte de naissance du canal est le "Colorado River Bassin Project Act" (projet pour le bassin de la rivière Colorado) ratifié par le président Lyndon Johnson le 30 septembre 1968. Selon le journal "Arizona Republic", il s'agissait du projet le plus important réalisé pour l'État à travers une collaboration bipartite.
La construction commença en 1973 avec la construction d'une digue et d'une station de pompage sur le lac artificiel Havasu. La structure principale de l'aqueduc, long de 541 km entre le Lake Havasu et le sud est de Tucson a été déclaré complètement terminé en 1993. De nouveaux barrages quelques modifications entrèrent en fonction en 1994.
Le Central Arizona Project coûta 4 milliards de dollars.[réf. nécessaire]